# سارة غريني
سارة غريني (بالإنجليزية: Sarah Greene)‏ هي مقدمة تلفزيونية بريطانية، ولدت في 24 أكتوبر 1958 في لندن في المملكة المتحدة.

## وصلات خارجية
- سارة غريني على موقع IMDb (الإنجليزية)
- سارة غريني على موقع قاعدة بيانات الفيلم (الإنجليزية)